# Corinna Harney
Corinna Harney (Bremerhaven, Alemania, 20 de febrero de 1972) es una modelo y actriz alemana que fue playmate de agosto de 1991 de la revista playboy, y posteriormente fue elegida por los lectores como Playmate del Año 1992. Con 20 años se convirtió en la playmate más joven en conseguir ser playmate del año. Harney algunas veces aparece en los créditos como Corina Harney, Corinna Harney-Jones, o Corinna Harney Jones.

## Filmografía
- Yonkers Joe (2008) (no aparece en los créditos)[3]
- Pitcher and the Pin-up (2004)[3]
- The Road Home (2003)[4]
- Ratas a la carrera (2001) (como Corinna Harney Jones)[3]
- Vegas Vacation (1997) (como Corinna Harney Jones)[3]
- Vampirella (1996)[3]

## Trabajos en televisión
- CSI: Crime Scene Investigation como "Chica descarriada" (acreditada como Corinna Harney Jones) en el episodio "The Accused Is Entitled" (episodio nº 3.2) 3 de octubre de 2002[3]
- Nash Bridges como "Camarera" (acreditada como Corinna Harney-Jones) en el episodio "Jackpot: Part 2" (episodio nº 5.22) 19 de mayo de 2000[3]
- High Tide en el episodio "Mermaid" (episodio nº 2.5) 22 de octubre de 1995[3]
- Speeders en Tru TV